# Dirhinus garouae
Dirhinus garouae är en stekelart som beskrevs av Jean Risbec 1956. Dirhinus garouae ingår i släktet Dirhinus och familjen bredlårsteklar.
Artens utbredningsområde är Kamerun. Inga underarter finns listade i Catalogue of Life.